# Candidatura de Chicago para os Jogos Olímpicos de Verão de 2016
A candidatura da cidade de Chicago a sede dos Jogos Olímpicos e Paraolímpicos de Verão de 2016 foi oficializada em 14 de setembro de 2007 pelo Comitê Olímpico Internacional, após vitória interna sobre Los Angeles em votação do Comitê Olímpico dos Estados Unidos. Além de Chicago, seis cidades de três continentes se candidataram.
O projeto da cidade previa a realização de Jogos compactos, concentrando os eventos às margens do Lago Michigan, facilitando assim o deslocamento entre a Vila Olímpica e as instalações. A construção de instalações temporárias era outro aspecto importante do projeto, embora a fonte dos recursos (patrocínios) possuísse certo risco. Um novo estádio olímpico também fazia parte do plano de Chicago.
Em junho de 2008 a cidade foi anunciada oficialmente como candidata a sede dos Jogos, ao lado de Tóquio, Madrid e Rio de Janeiro. Caso fosse eleita, seria a quarta cidade dos Estados Unidos a receber os Jogos (depois de St. Louis, Los Angeles - sede do evento por duas vezes - e Atlanta), embora tenha sido escolhida a sede das Olimpíadas de 1904, posteriormente transferidos para St. Louis.
A fase da candidatura contou com um relatório mais detalhado e a visita da Comissão Avaliadora à cidade, ocorrida no início de abril de 2009. Apesar de receber grande apoio, grupos organizados rejeitaram a ideia de Chicago receber o evento e promoveram ações para difundir seus propósitos.
Na votação que escolheu a cidade-sede dos Jogos Olímpicos e Paraolímpicos de Verão de 2016, ocorrida durante a 121ª Sessão do Comitê Olímpico Internacional, Chicago obteve o menor número de votos na primeira rodada (dezoito) e foi eliminada, ficando com a quarta posição.

## Escolha interna
O processo do Comitê Olímpico dos Estados Unidos (USOC, na sigla em inglês) para escolher a representante do país no processo de eleição do Comitê Olímpico Internacional começou em 2006, com a inscrição de cinco cidades: Chicago, Houston, Los Angeles, Filadélfia e São Francisco. Em 26 de julho, o USOC eliminou Houston e Filadélfia e classificou as outras três cidades para a fase final.
Em novembro de 2006, São Francisco retirou sua candidatura, já que o ponto principal dela, o novo estádio do San Francisco 49ers, time de futebol americano da cidade, não seria mais construído. As duas concorrentes restantes apresentaram-se em 14 de abril de 2007 perante o USOC, que em seguida escolheu vencedora a cidade de Chicago, numa decisão considerada difícil. Esta foi a primeira participação de Chicago em um processo de eleição de cidade-sede dos Jogos Olímpicos, embora tivesse sido escolhida sede dos Jogos Olímpicos de Verão de 1904. Posteriormente, os Jogos foram transferidos para St. Louis, para serem realizados junto com a Louisiana Purchase Exposition.

## O projeto

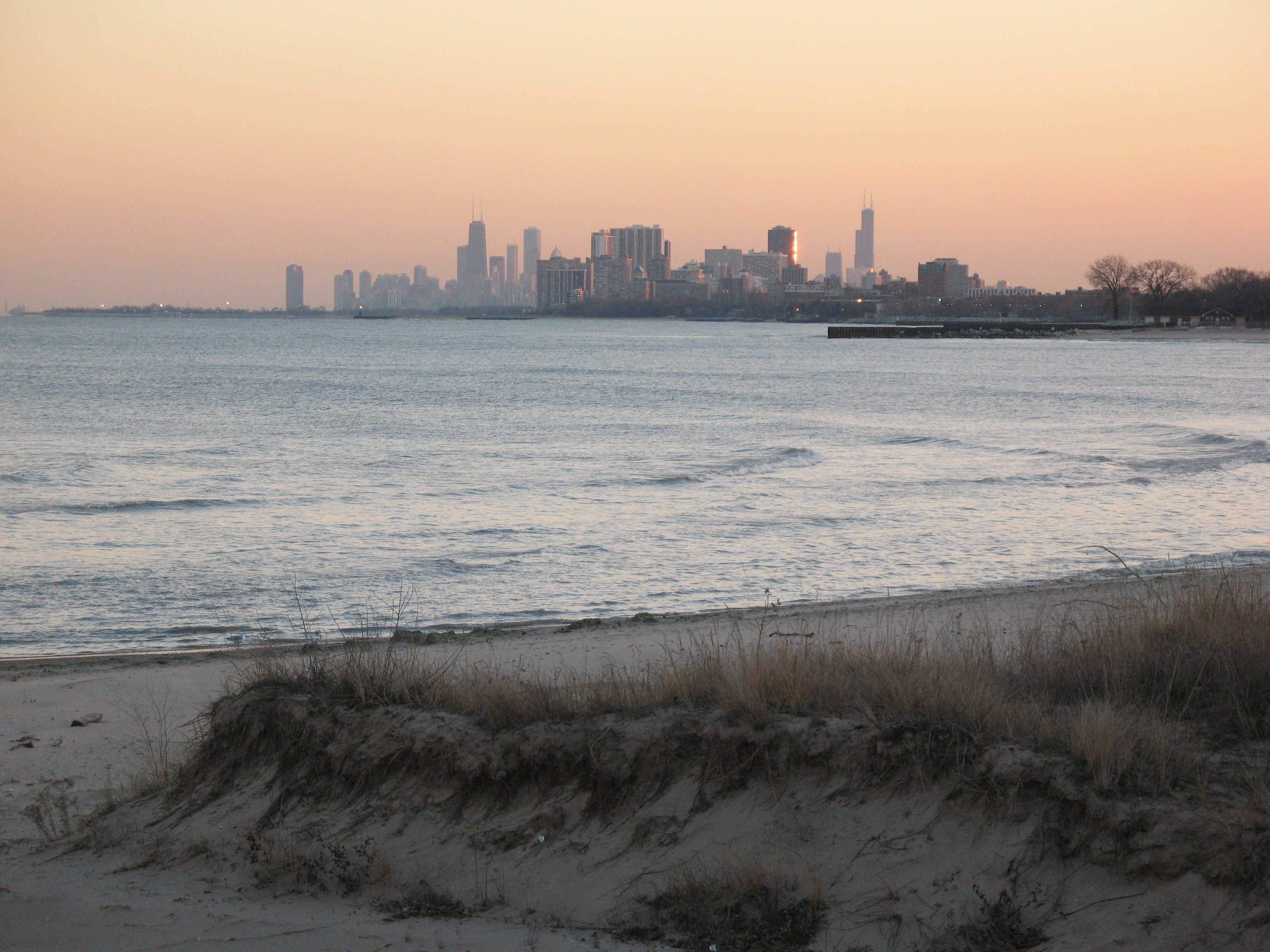
A maioria das competições seria realizada próximo ao Lago Michigan.

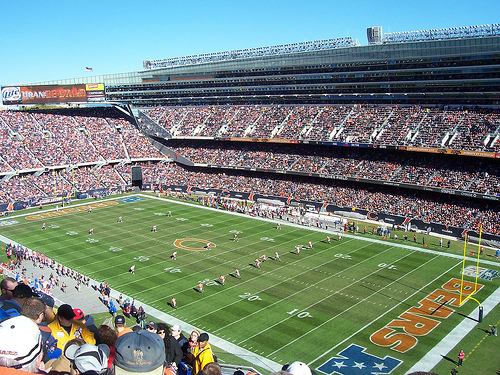
O Soldier Field, o principal estádio de futebol da cidade, receberia as finais do futebol.

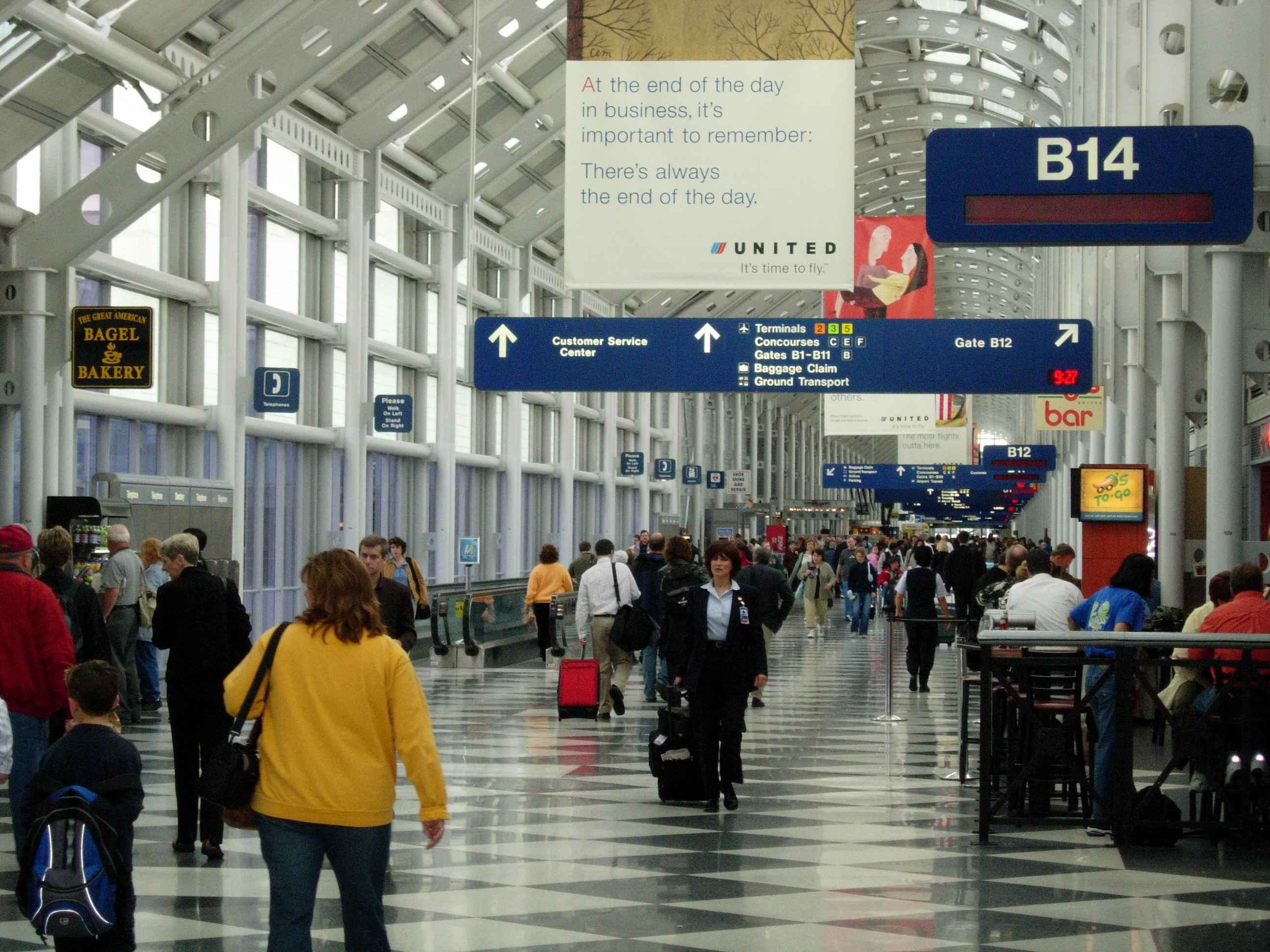
Aeroporto Internacional O'Hare, o principal da cidade.

O Comitê Olímpico Internacional anunciou em 14 de setembro de 2007 as cidades postulantes a sede dos Jogos Olímpicos de Verão de 2016. Chicago concorreria com Baku, no Azerbaijão, Doha, no Qatar, Madrid, na Espanha, Praga, na República Checa, Rio de Janeiro, no Brasil, e Tóquio, no Japão. As cidades candidatas tinham até 14 de janeiro de 2008 para responder ao questionário do COI. A partir das respostas, seriam definidas as cidades candidatas. Com quase noventa páginas, o relatório de Chicago foi composto por nove capítulos, segundo determinação do COI: Motivação, conceito e legado; Apoio político; Finanças; Locais de competição; Acomodações; Transporte; Segurança; Condições gerais, opinião pública e experiência; Apêndice (mapas e tabelas).
O projeto de Chicago era sediar os Jogos Olímpicos entre 22 de julho e 7 de agosto e os Jogos Paraolímpicos entre 18 e 28 de agosto, períodos escolhidos em virtude das condições climáticas e por coincidirem com as férias escolares, acarretando uma diminuição natural na demanda por transporte público. Junto com os Jogos, o comitê local planejava uma série de ações para desenvolver o esporte e o Movimento Olímpico na região. O conceito de Chicago 2016 era realizar Jogos bastante compactos, estando a maioria das instalações nas proximidades do Lago Michigan, reduzindo assim o tempo de deslocamento entre os locais e possibilitando que o trajeto fosse feito a pé.
Segundo o relatório, a candidatura possuía total apoio dos três níveis de governo (federal, estadual e municipal) e não havia restrições legais à realização dos eventos. O texto enfatizou que, se necessário, novas leis seriam criadas para assegurar o sucesso dos Jogos e que a cidade de Chicago possui uma reserva de quinhentos milhões de dólares para o caso de uma falência do Comitê Organizador. O custo do processo de candidatura foi de 49,3 milhões de dólares, sendo 16,9 para a primeira fase e 32,4 para a segunda, totalmente financiados pelo setor privado. A Vila Olímpica seria construída a partir de uma parceria público-privada e a receita dos Jogos proviria de diversas fontes: patrocínios (US$ 1,76 bilhão), venda de ingressos (US$ 705 milhões), licenciamento de marcas (US$ 170 milhões), fontes relacionadas aos Jogos Paraolímpicos (US$ 143 milhões) e outras fontes (US$ 222 milhões).[carece de fontes?]
O conceito de "Jogos Compactos" traduziu-se no capítulo do relatório sobre Instalações. Segundo o texto, seriam construídas cinco permanentes e onze temporárias, além das onze já existentes. O McCormick Place, maior centro de convenções da cidade, poderia abrigar onze esportes olímpicos e oito paraolímpicos, além dos centros de imprensa. Após os Jogos, o Estádio Olímpico, uma das novas instalações, teria sua capacidade reduzida e receberia diversos eventos acessíveis à comunidade. 91% dos atletas competiriam a até quinze minutos de distância da Vila Olímpica, conjunto de prédios com capacidade para mais de dezessete mil pessoas.
Em relação aos transportes, o relatório de Chicago apontava que a cidade possuía um dos maiores sistemas do mundo, com investimentos previstos de 27 bilhões de dólares até 2016. Os aeroportos utilizados seriam o O'Hare, o principal e um dos mais movimentados do mundo, localizado a 26km do centro da cidade, e o Midway, a 14km do centro. O relatório reconheceu que o trânsito da candidata representava um problema, mas apontou a criação de faixas exclusivas e a concepção de uma agenda de eventos que otimizasse o uso dos transportes como soluções para a questão. A segurança dos Jogos seria coordenada pela Polícia de Chicago, com apoio de órgãos nacionais, como o FBI e o Departamento de Segurança Interna, e estaduais, como a Guarda Nacional de Illinois.
Chicago é considerada a capital cultural e econômica do Meio-Oeste americano. Localizada a 176 metros acima do nível do mar e às margens do Lago Michigan, o quinto maior do mundo, a cidade possui mais de três mil hectares de parques, atraindo 86 milhões de turistas por ano. Em virtude dessa preocupação com o meio-ambiente, todas as obras relacionadas aos Jogos seriam feitas baseadas na sustentabilidade ambiental. Segundo o relatório, diversas pesquisas populares foram realizadas, tendo sempre como resultado altos índices de aprovação. À época, não havia grupos de oposição à realização dos Jogos organizados na cidade. O relatório se encerrava com uma listagem dos eventos esportivos que a cidade já sediou, com destaque para partidas da Copa do Mundo FIFA de 1994 e da Copa do Mundo de Futebol Feminino de 1999, e para o Campeonato Mundial de Boxe Amador de 2007.

## Primeira avaliação do Comitê Olímpico Internacional
O resultado da avaliação do Grupo de Trabalho, designado para analisar os relatórios das sete cidades postulantes, foi divulgado em março de 2008 e serviu de base para a escolha do Comitê Executivo do COI em junho. O Grupo de Trabalho estabeleceu pesos para os onze critérios de avaliação, levando em conta a quantidade de informações solicitadas às cidades postulantes e a capacidade delas de atingir as metas no período de tempo determinado. Critérios matemáticos foram usados para definir a nota de cada cidade em cada item de avaliação.
Chicago não obteve a maior nota entre as candidatas em nenhum dos critérios, chegando a ocupar a quinta posição em três deles. As críticas mais severas do relatório foram feitas em relação aos transportes, em que pesou a distância entre estações e linhas férreas e os locais de competição, e às instalações esportivas, cujo projeto de usar receita com receita proveniente de patrocínio para as construções foi considerado preocupante. As garantias governamentais também foram alvo de críticas, já que o Grupo de Trabalho as considerou insuficientes.
Apesar das críticas, o ex-atleta britânico Sebastian Coe, líder da vitoriosa candidatura de Londres a sede dos Jogos Olímpicos de Verão de 2012, disse que a vitória de Chicago ainda era possível, embora necessitasse de trabalho árduo para corrigir as falhas apontadas. Coe lembrou que Londres, assim como Chicago, ficou em terceiro lugar na primeira avaliação do Comitê Olímpico Internacional, e foi mais criticada nos aspectos de transporte e instalações, exatamente as mesmas áreas em que Chicago teve sua pior avaliação. As outras cidades classificadas para a segunda fase foram Tóquio, Madrid e Rio de Janeiro.

## A fase de candidatura

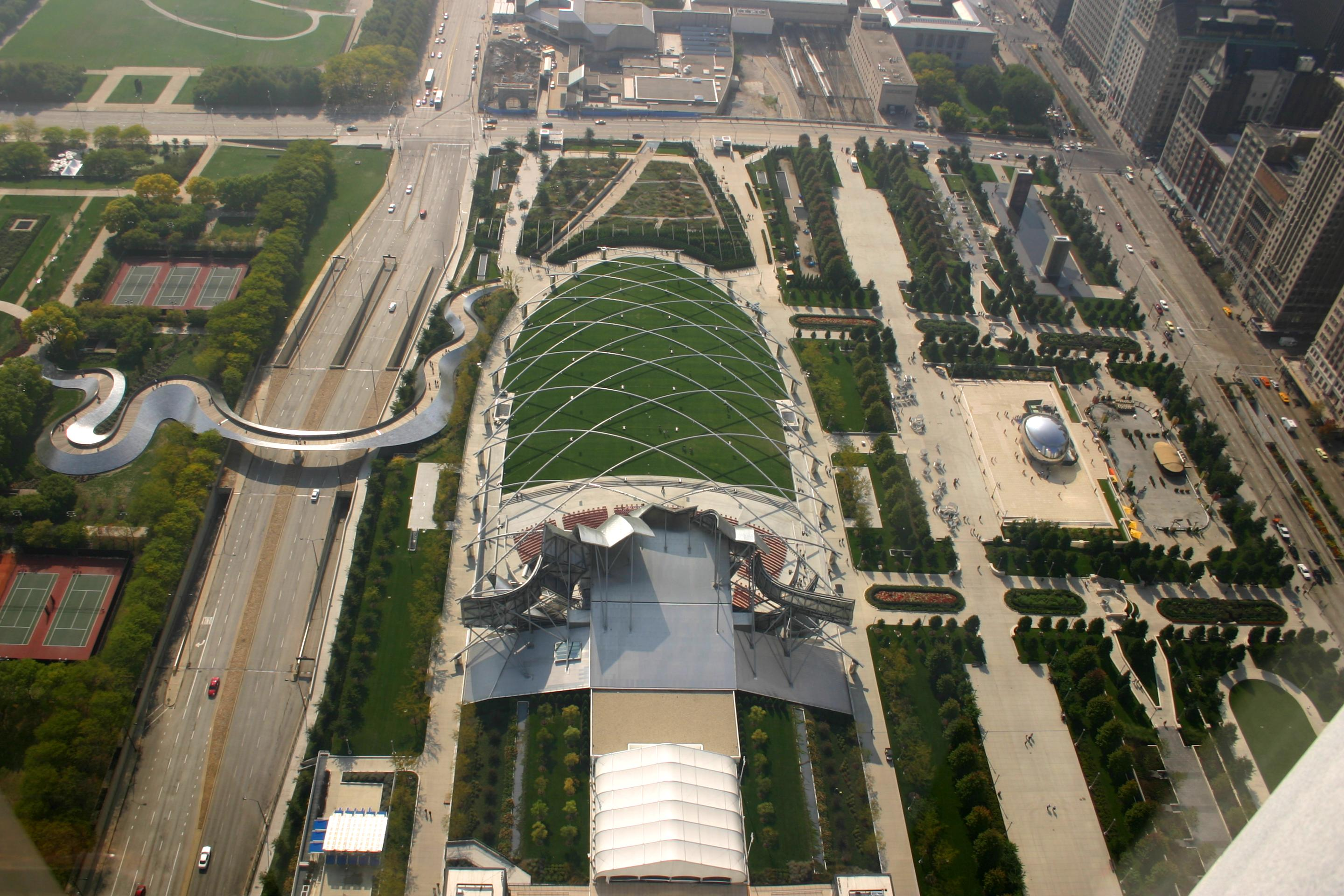
O Millennium Park, próximo ao Lago Michigan, recebeu diversos atletas após os Jogos de Pequim.

Após o anúncio oficial de que Chicago era uma das finalistas, iniciou-se a segunda fase do processo, composta principalmente pela elaboração de um novo relatório, mais detalhado, e pela visita da Comissão Avaliadora do Comitê Olímpico Internacional.
Poucas semanas após o anúncio, três pessoas foram baleadas durante o Taste of Chicago, um festival gastronômico realizado na cidade, despertando a preocupação com a segurança de um evento como os Jogos Olímpicos. No mês seguinte, representantes da candidatura participaram do Programa de Observação dos Jogos Olímpicos de Verão de 2008, em Pequim. Após a campanha americana na China, a apresentadora Oprah Winfrey recebeu mais de 150 atletas no Millennium Park de Chicago para falar sobre os Jogos e promover a candidatura da cidade a sede dos Jogos de 2016. No evento, a candidatura ganhou o apoio do nadador campeão olímpico Michael Phelps.
Durante todo o período da candidatura, fatores não-esportivos fomentaram discussões. O membro do Senado de Illinois James Meeks, por exemplo, pediu que o dinheiro gasto com os Jogos fosse empregado na melhoria de escolas públicas. O prefeito Richard M. Daley minimizou o caso, dizendo ser possível fazer as duas coisas. A crise econômica de 2008-2009 também gerou preocupações, embora os representantes da candidatura fossem claros ao dizer que os problemas financeiros dos Estados Unidos não atrapalhariam a realização do evento. O apoio do então presidente eleito Barack Obama (que fez carreira política em Chicago) foi comemorado pelo comitê de candidatura, embora membros do comitê de Madrid desconfiassem da importância do "Efeito Obama" na escolha da cidade-sede.
O relatório oficial da candidatura de Chicago foi entregue ao Comitê Olímpico Internacional em 13 de fevereiro de 2009. O documento, com cerca de seiscentas páginas, detalhava 227 itens de avaliação e destacava as questões ambiental e financeira.

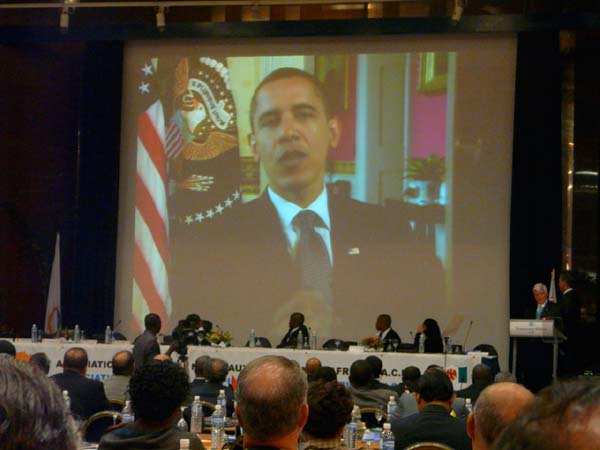
O presidente Barack Obama apareceu em vídeo durante uma reunião da Associação de Comitês Olímpicos Nacionais da África para apoiar a candidatura de Chicago.

A visita da Comissão Avaliadora do Comitê Olímpico Internacional, chefiada pela ex-atleta marroquina Nawal El Moutawakel, ocorreu no início de abril. A série de atividades da Comissão contou com explicações sobre finanças e visitas aos locais de competição propostos. No encerramento da visita, a Comissão se disse bastante impressionada com o projeto e com o apoio governamental que a candidatura recebia.
Em junho, as cidades candidatas tiveram, pela primeira vez na história, uma oportunidade de apresentar a candidatura para os membros do COI que elegeriam, meses mais tarde, a cidade sede dos Jogos de 2016. No evento, realizado no Museu Olímpico, as cidades tiveram uma hora e meia para expôr detalhes dos projetos e responder a questões formuladas pelos integrantes do Comitê. A apresentação de Chicago contou com as presenças do prefeito Richard M. Daley e do vice-presidente do Comitê Olímpico dos Estados Unidos Bob Ctvrtlik. Para Mario Pescante, italiano membro do COI, Chicago fez uma apresentação melhor que as de outras cidades americanas candidatas em processos anteriores.
Durante a fase de candidatura, os membros do Comitê Chicago 2016 viajaram pelo mundo divulgando o projeto e fazendo campanha em eventos esportivos de outros continentes, como os Jogos do Mediterrâneo em Pescara, na Itália, e os Jogos Asiáticos da Juventude em Singapura.

## Relatório da Comissão Avaliadora
Após as visitas às cidades candidatas e as análises dos dossiês, a Comissão Avaliadora elaborou um relatório técnico sobre as condições de cada cidade, que serve de base para os membros do COI formarem sua opinião na eleição final, em 2 de outubro. Diferentemente do primeiro relatório, este não trouxe notas ou sugestões, apenas apresentou o parecer da Comissão.
Em relação a Chicago, este relatório apontou o transporte e o orçamento como principais problemas. Outro ponto criticado no relatório foi a falta de garantias governamentais e, principalmente, o pedido formal do comitê de Chicago para alterar o Contrato de Cidade Sede, documento assinado pela cidade vencedora da eleição, pedido que foi negado. Os elogios ficaram com o planejamento urbano e ambiental da cidade e com o projeto da Vila Olímpica.

### Repercussão
O Comitê Chicago 2016 recebeu bem o relatório. Segundo este, os problemas citados no documento estavam em processo de solução. Ainda assim, para o grupo, o documento confirmava que a cidade estava pronta para receber os Jogos. De fato, dias após a divulgação do relatório, o Conselho Municipal aprovou as garantias que o Comitê Olímpico Internacional exigia.
Essa disputa foi considerada bastante acirrada, até mesmo pelo presidente do COI, Jacques Rogge. Dias antes da votação, Chicago aparecia em segundo lugar em duas avaliações de sites especializados em candidaturas olímpicas, o BidIndex, do site GamesBids.com, e o Power Index, do site AroundTheRings.com. Nas duas, entretanto, a cidade tinha avaliações muito próximas das do Rio de Janeiro.[carece de fontes?]

## Apresentação na 121ª Sessão do COI

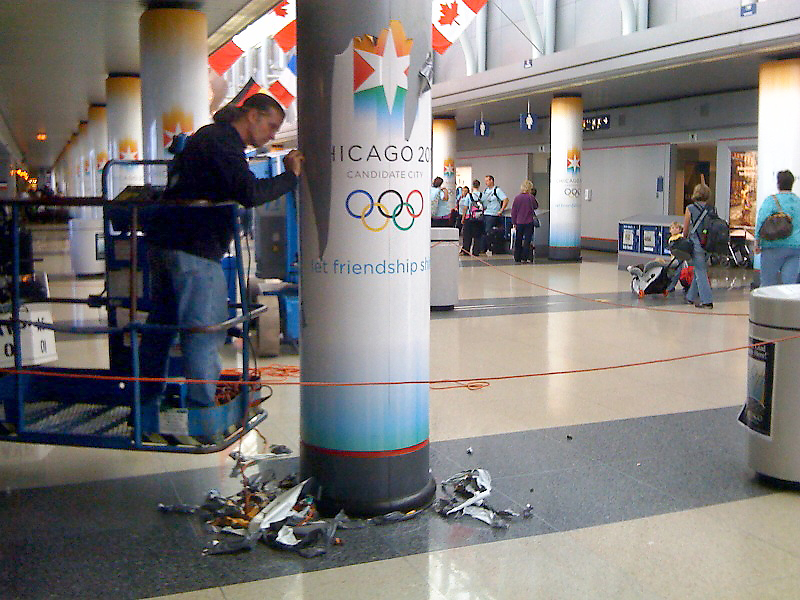
Funcionários retiram adesivos da campanha no Aeroporto O'Hare, dois dias após a eleição.

A eleição da cidade sede dos Jogos Olímpicos de Verão de 2016 ocorreu em 2 de outubro de 2009, na cidade de Copenhague, na Dinamarca, durante a 121ª Sessão do Comitê Olímpico Internacional. Chicago foi a primeira cidade a se apresentar perante os membros do COI. Após Anita DeFrantz, americana membro do órgão, fazer a declaração de abertura, um vídeo com imagens da cidade foi apresentado. Seguiram-se discursos do presidente do Comitê Olímpico dos Estados Unidos (USOC) Larry Probst, sobre o legado que Chicago conquistaria, do prefeito Richard M. Daley, acerca do trabalho de seu governo para tornar a cidade um local pronto para receber os Jogos, do chefe do comitê de candidatura Patrick Ryan, sobre o potencial da cidade, e dos atletas Bryan Clay (do decatlo) e Linda Mastandrea (do atletismo paraolímpico), que falaram do projeto das instalações, com complemento feito por Doug Arnot, Diretor de Instalações da candidatura. Bob Ctvrtlik, vice-presidente do USOC, falou sobre os locais de treinamentos, e Eric Schmidt, CEO do Google, discursou sobre a tecnologia empregada. Os discursos foram intercalados e ilustrados por vídeos e fotos da cidade e do projeto.
Os últimos discursos da apresentação foram o da primeira-dama dos Estados Unidos Michelle Obama, lembrando sua infância em Chicago e como o esporte esteve envolvido em sua vida, e o do presidente Barack Obama, clamando pela realização dos Jogos na cidade que lhe deu projeção nacional e mundial. Após os discursos, os membros do COI foram convidados a fazer perguntas à delegação de Chicago. Sergei Bubka questionou a necessidade de uma Vila Olímpica extra para os atletas do ciclismo e do tiro, que competiriam longe da cidade. Os representantes da candidatura confirmaram a construção de uma nova Vila Olímpica para esses atletas. O Príncipe Alberto II de Mônaco perguntou se as instalações seriam construídas tal qual exposto no relatório de candidatura e qual o maior legado que a cidade teria com a realização dos Jogos. Doug Arnot respondeu que os contratos assinados com as Federações Esportivas Internacionais garantiriam a realização das obras da forma como planejado. O presidente Obama respondeu à última pergunta, afirmando que um dos maiores legados proporcionados pelos Jogos seria a restauração da fé do mundo nos Estados Unidos, abalada pela crise econômica. Ao final do segmento, o presidente do COI Jacques Rogge presenteou a delegação de Chicago, representada por Barack Obama, com um diploma de agradecimento pela participação no processo.
Após as apresentações das quatro cidades candidatas, os membros do COI iniciaram a votação. Na primeira rodada, Chicago obteve dezoito votos, menos que as outras candidatas, e foi eliminado. O resultado foi recebido com profunda tristeza pelos americanos e com certa surpresa pela imprensa. Para o jornal italiano La Gazzetta dello Sport, por exemplo, a derrota não era um "tapa na cara" do presidente Obama, mas sim uma "bala de canhão". O jornal ainda afirmou que sua apresentação havia sido um tanto "difícil".

## Polêmicas

### Protestos
Diversos movimentos contra a realização dos Jogos na cidade foram criados, sendo o No Games Chicago o de maior repercussão. Segundo os protestantes, os altos custos não justificavam a realização de Jogos Olímpicos. O grupo planejou manifestações de oposição durante a visita da Comissão Avaliadora à cidade, em abril, liderou um movimento de protesto durante o encontro dos comitês de candidatura no Museu Olímpico, em junho, e viajou a Copenhague para acompanhar a eleição do COI e tentar falar com o presidente Barack Obama. O No Games Chicago criou também um blog para defender seus ideais, Outro grupo de oposição, o Chicagoans for Rio (que fez ironias para apoiar a candidatura do Rio de Janeiro, citando a criminalidade e os gastos públicos de Chicago como problemas indesejáveis), teve sua autenticidade contestada, devido a suspeitas de não ter sido criado por moradores de Chicago, mas sim por brasileiros com o objetivo de prejudicar a candidatura americana. Dias depois, o redator publicitário americano Kevin Lynch assumiu a autoria da página. Outros atos foram registrados na noite de 29 de setembro em Chicago. Um grupo de 250 manifestantes, muitos dos quais pertencentes ao No Games Chicago, foi até a prefeitura protestar contra a realização dos Jogos na cidade. Pouco depois desta manifestação, seis pessoas, que, segundo a polícia, faziam parte do grupo, foram presas no Daley Center, o principal centro cívico da cidade, após arrancar e queimar uma faixa de apoio à candidatura.

### Registro do domínio na internet
Em 2004, o empresário Steve Frayne, interessado em criar um local na internet para debates sobre uma possível candidatura de Chicago aos Jogos de 2016, registrou o endereço Chicago2016.com, impossibilitando que o site oficial da candidatura tivesse o domínio de topo tradicional para este tipo de situação, o .com. O comitê de candidatura entrou na justiça americana para proibir Frayne de usar o endereço, alegando que ele o fazia com má-fé e violava os direitos de propriedade da marca. Ao provar ter registrado o domínio antes de a marca "Chicago 2016" ser registrada, Frayne venceu a causa. A solução encontrada pelo Comitê Chicago 2016 foi registrar o endereço oficial com o domínio de topo .org.[carece de fontes?]

### Logotipo
O logotipo escolhido para a candidatura de Chicago trazia uma visão dos prédios da cidade, em laranja, acima de uma representação do Lago Michigan, em azul. Juntos, os elementos davam o aspecto de uma tocha olímpica. O COI solicitou ao comitê de postulação alterar a imagem, em virtude de uma regra da entidade que proíbe o uso de qualquer um dos símbolos olímpicos em logotipos de candidatura. O novo logotipo foi apresentado junto com a inscrição oficial de Chicago, em setembro de 2007. A imagem traz as mesmas cores da anterior, mas agora o ponto central é uma estrela de seis pontas, igual às existentes na Bandeira de Chicago. Segundo o comitê da candidatura, cada ponta da estrela representa um valor ou ideal que o Movimento Olímpico e a cidade de Chicago partilham: esperança, respeito, harmonia, amizade, excelência e celebração.